# Anuvinda milloti
Espèce
Synonymes
- Amaurobius milloti Hubert, 1973

Anuvinda milloti est une espèce d'araignées aranéomorphes de la famille des Titanoecidae.

## Distribution
Cette espèce est endémique du Népal.

## Étymologie
Cette espèce est nommée en l'honneur de Jacques Millot.

## Publication originale
- Hubert, 1973 : Araignées du Népal 1. Description d'Amaurobius milloti n. sp. (Amaurobiidae) et répartition de Psechrus himalayanus Sim. (Psechridae). Bulletin du Muséum National d'Histoire Naturelle de Paris (Zool.), vol. 97, p. 675-682.